# Nekrolog 1655
Nekrolog
◄◄
| ◄
| 1651
| 1652
| 1653
| 1654
| 1655 | 1656 | 1657 | 1658 | 1659 | ► | ►►
Weitere Ereignisse | Allgemeiner Nekrolog 1655
Die Beschreibung der verstorbenen Person sollte so kurz wie möglich gehalten sein und nur deren signifikante Tätigkeit(en) enthalten.
Neue Namen ggf. auch unter dem Geburts- und Sterbedatum, also etwa unter 1. Januar und im Geburts- und Sterbejahr (2024) eintragen (nur bei entsprechender großer Wichtigkeit). Für Beispiele siehe die schon vorhandenen Artikel.
Außerdem über die fünf zuletzt Verstorbenen, zu denen es einen ausreichend guten Artikel für eine Präsentation auf der Hauptseite gibt, nach der todesbedingten Überarbeitung der Artikel ggf. auch unter Wikipedia Diskussion:Hauptseite informieren und sie am besten auch in den anderen Wikipedia-Sprachversionen eintragen. Tipp: Regelmäßig bei news.google.de nach „ist tot“, „gestorben“ oder „verstorben“ suchen.
Wenn eine Person gestorben ist, gibt es viele Seiten zu dieser Person in der Wikipedia, die davon auch betroffen sind und entsprechend aktualisiert werden müssen. Beispiele: Namenübersichtsseite, Geburtsjahr, Geburtsort-Seiten und viele mehr.
Wie finde ich die betroffenen Seiten?
Im Suchfeld auf der linken Seite gibt man den Suchbegriff so ein: „Vorname Nachname“. Dann klickt man auf Volltext und alle Seiten mit entsprechendem Suchtext werden aufgerufen. Hier sieht man dann schnell, wo auch das Todesjahr Sinn macht oder sogar ein Teil des Artikels angepasst werden muss. Auch hilft das „Werkzeug“ auf der linken Seite sehr gut, um solche Seiten aufzufinden: „Links auf diese Seite“. Somit ist die Wikipedia wieder aktuell in allen Bereichen! Hinweis: bei Eintragung der Kategorie „Gestorben JAHR“ wird der Missbrauchsfilter 49 ausgelöst, was jedoch nicht schlimm ist. Siehe: Spezial:Missbrauchsfilter/49
Dies ist eine Liste von im Jahr 1655 verstorbenen bekannten Persönlichkeiten. Die Einträge erfolgen innerhalb der einzelnen Daten alphabetisch sortiert. Tiere sind im Nekrolog für Tiere zu finden.

## Januar
| Tag        | Name                   | Beruf, bekannt als                                      | Alter | Beleg |
| ---------- | ---------------------- | ------------------------------------------------------- | ----- | ----- |
| 1. Januar  | Frans Banninck Cocq    | niederländischer Patrizier, Bürgermeister von Amsterdam | 49    |       |
| 7. Januar  | Innozenz X.            | Papst (1644–1655)                                       | 80    |       |
| 7. Januar  | Laurids Pedersen Thura | dänischer Pädagoge, Orientalist und Pfarrer             | 56    |       |
| 8. Januar  | Ludwig Philipp         | Administrator der Kurpfalz                              | 52    |       |
| 12. Januar | Christian Person       | kursächsischer Beamter                                  | 60    |       |
| 22. Januar | Christian Matthiae     | evangelischer Theologe                                  |       |       |

## Februar
| Tag         | Name                                  | Beruf, bekannt als                         | Alter | Beleg |
| ----------- | ------------------------------------- | ------------------------------------------ | ----- | ----- |
| 1. Februar  | Giovanni Baptista Ferrari             | italienischer Jesuit und Botaniker         |       |       |
| 5. Februar  | Johann Leonhard Weidner               | deutscher Humanist                         | 66    |       |
| 11. Februar | Georg von Bodungen                    | braunschweig-lüneburgischer Hofmarschall   | 82    |       |
| 15. Februar | Pier Luigi Carafa                     | Kardinal der katholischen Kirche           | 73    |       |
| 19. Februar | Maximilian von Waldstein              | böhmischer Adliger                         |       |       |
| 21. Februar | Johann von Schleswig-Holstein-Gottorf | Fürstbischof von Lübeck                    | 48    |       |
| 25. Februar | Daniel Heinsius                       | Gelehrter der niederländischen Renaissance | 74    |       |
| 27. Februar | Francesco Molin                       | 99. Doge von Venedig                       | 79    |       |

## März
| Tag      | Name                             | Beruf, bekannt als                                             | Alter | Beleg |
| -------- | -------------------------------- | -------------------------------------------------------------- | ----- | ----- |
| 12. März | Anna Maßmeyer                    | Opfer der Hexenprozesse in Minden                              |       |       |
| 12. März | Martin Statius                   | deutscher evangelischer Theologe                               |       |       |
| 15. März | Georg von Eickstedt              | Landrat, Mitglied des Consilium Status in Pommern              | 70    |       |
| 19. März | Friedrich Molinus                | herzoglicher Vogt für die Calenberger Neustadt vor Hannover    |       |       |
| 22. März | Théodore Turquet de Mayerne      | Schweizer Mediziner und Chemiker                               | 81    |       |
| 23. März | Peter de Spina III.              | Mediziner                                                      | 63    |       |
| 28. März | Maria Eleonora von Brandenburg   | Königin von Schweden                                           | 55    |       |
| 28. März | Kaspar Friederich                | Schweizer Bürgermeister                                        | 82    |       |
| 29. März | Valerius Andreas                 | Literaturhistoriker, Rechtswissenschaftler und Hochschullehrer | 66    |       |
| 30. März | Johannes Loesel                  | deutscher Arzt und Botaniker                                   | 47    |       |
| 30. März | Johann Martin Rauscher           | deutscher Theologe und Professor der Eloquenz                  | 62    |       |
| 30. März | Erasmus Seidel                   | brandenburgischer Jurist und Staatsmann                        | 60    |       |
| 30. März | James Stewart, 4. Duke of Lennox | schottischer Adliger                                           | 42    |       |
| 31. März | Bernhard Frick                   | Priester und Weihbischof in Paderborn                          |       |       |

## April
| Tag       | Name                                  | Beruf, bekannt als                                                 | Alter | Beleg |
| --------- | ------------------------------------- | ------------------------------------------------------------------ | ----- | ----- |
| 3. April  | Andrzej Niżankowski                   | polnischer Organist und Komponist                                  |       |       |
| 6. April  | David Blondel                         | Theologe                                                           | 64    |       |
| 12. April | François Guyet                        | französischer Philologe                                            |       |       |
| 13. April | Christoph Sätzl                       | österreichischer Komponist                                         |       |       |
| 14. April | Johann Erasmus Kindermann             | deutscher Komponist                                                | 39    |       |
| 16. April | Archibald Douglas, 1. Earl of Ormonde | schottischer Adliger                                               |       |       |
| 25. April | Johannes Tobias Major                 | deutscher lutherischer Theologe                                    | 40    |       |
| 29. April | Cornelis Schut                        | flämischer Maler                                                   |       |       |
| 30. April | Eustache Le Sueur                     | französischer Maler                                                | 38    |       |
| April     | Ernst Casimir                         | Graf Nassau-Weilburg, Begründer der Jüngeren Linie Nassau-Weilburg | 47    |       |

## Mai
| Tag     | Name                          | Beruf, bekannt als                                                                                                | Alter | Beleg |
| ------- | ----------------------------- | --- | ----- | ----- |
| 2. Mai  | Joachim Andreae               | niederländischer Politiker, Diplomat und Richter                                                                  |       |       |
| 4. Mai  | Francesco Peretti di Montalto | italienischer Kardinal und Erzbischof                                                                             |       |       |
| 9. Mai  | Karl Ferdinand Wasa           | Prinz von Königreich Polen, Fürstbischof von Breslau, Bischof von Płock, Herzog von Oppeln und Herzog von Ratibor | 41    |       |
| 16. Mai | Johann Heinrich Meibom        | deutscher Arzt und Professor der Medizin                                                                          | 64    |       |
| 30. Mai | Christian                     | Markgraf von Brandenburg-Bayreuth                                                                                 | 74    |       |

## Juni
| Tag      | Name                                     | Beruf, bekannt als | Alter | Beleg |
| -------- | ---------------------------------------- | --- | ----- | ----- |
| 1. Juni  | Martin Erythropel                        | deutscher evangelischer Theologe                                                                                        |       |       |
| 3. Juni  | Eberhard Deichmann                       | deutscher Jurist | 60    |       |
| 7. Juni  | Hector Mithobius                         | deutscher lutherischer Theologe, Superintendent                                                                         | 54    |       |
| 22. Juni | Paul Slevogt                             | deutscher Philologe | 59    |       |
| 26. Juni | Margarete von Savoyen                    | durch Heirat Herzogin von Mantua und Monferrat und 1635 wurde sie als letzte spanische Vizekönigin von Portugal ernannt | 66    |       |
| 27. Juni | Anna Katharina Dorothea von Salm-Kyrburg | durch Heirat Herzogin von Württemberg                                                                                   | 41    |       |
| 27. Juni | Eleonora Gonzaga                         | jüngste Tochter von Vincenzo I. Gonzaga, Herzog von Mantua                                                              | 56    |       |
| 30. Juni | Jacobus Boonen                           | Jurist, Theologe sowie Bischof von Gent und Mechelen                                                                    | 81    |       |
| 30. Juni | Anton Günther von Harling                | deutscher Verwaltungsjurist und zuletzt Landdrost der Grafschaft Diepholz                                               | 59    |       |

## Juli
| Tag      | Name                        | Beruf, bekannt als                                             | Alter | Beleg |
| -------- | --------------------------- | -------------------------------------------------------------- | ----- | ----- |
| 15. Juli | Girolamo Rainaldi           | italienischer Architekt des Manierismus                        | 85    |       |
| 16. Juli | Ludwig Trapp von Trappensee | Kaufmann und Bürgermeister von Heilbronn (1643–1655)           | 59    |       |
| 21. Juli | Giovanni Burnacini          | italienischer Theaterarchitekt und Bühnenbildner               |       |       |
| 25. Juli | Friedrich von Logau         | Dichter des Barock                                             | 50    |       |
| 28. Juli | Cyrano de Bergerac          | französischer Schriftsteller                                   | 36    |       |
| 30. Juli | Sigmund Theophil Staden     | deutscher Organist, Komponist, Stadtpfeifer, Maler und Dichter |       |       |
| Juli     | Grete Adrian                | Opfer der Hexenverfolgung                                      |       |       |

## August
| Tag        | Name                                             | Beruf, bekannt als                               | Alter | Beleg |
| ---------- | ------------------------------------------------ | ------------------------------------------------ | ----- | ----- |
| 10. August | Alfonso de la Cueva-Benavides y Mendoza-Carrillo | spanischer Diplomat und Kardinal                 | 81    |       |
| 10. August | Lodewijk de Vadder                               | flämischer Maler                                 | 50    |       |
| 19. August | Georg Michael Gaisser                            | Benediktiner, Abt und Chronist                   | 59    |       |
| 22. August | Robertus Junius                                  | Missionar der Niederländisch-reformierten Kirche |       |       |
| 26. August | Paul Einhorn                                     | deutschbaltischer Pastor und Chronist            |       |       |

## September
| Tag           | Name                                | Beruf, bekannt als                                                                    | Alter | Beleg |
| ------------- | ----------------------------------- | ------------------------------------------------------------------------------------- | ----- | ----- |
| 3. September  | Johann Wolfart van Brederode        | Feldmarschall der Niederlande                                                         | 56    |       |
| 11. September | François Tristan L’Hermite          | Autor                                                                                 |       |       |
| 15. September | Albert Kyper                        | deutscher Mediziner                                                                   |       |       |
| 16. September | Hans Herstorffer                    | österreichischer Steinmetzmeister des Barock und Dombaumeister zu St. Stephan in Wien |       |       |
| 18. September | Ferdinand Apshoven der Ältere       | flämischer Maler                                                                      |       |       |
| 19. September | Francisco López de Zúñiga y Meneses | spanischer Soldat und Gouverneur von Chile                                            | 56    |       |
| 24. September | Friedrich                           | Landgraf von Hessen-Eschwege                                                          | 38    |       |
| 29. September | Jakob Gerschow                      | deutscher Philologe, Historiker und Jurist                                            | 68    |       |
| September     | Adriaen van der Donck               | niederländischer Kolonialist in Nordamerika                                           |       |       |

## Oktober
| Tag         | Name                        | Beruf, bekannt als                                          | Alter | Beleg |
| ----------- | --------------------------- | ----------------------------------------------------------- | ----- | ----- |
| 3. Oktober  | Daniel Tossanus der Jüngere | deutscher reformierter Theologe                             | 65    |       |
| 12. Oktober | Francesco Adriano Ceva      | italienischer Kardinal                                      |       |       |
| 14. Oktober | Daniel Beckher der Ältere   | deutscher Mediziner                                         | 61    |       |
| 14. Oktober | Arnold Möller               | deutscher Schreib- und Rechenmeister                        | 74    |       |
| 16. Oktober | Joseph Salomo Delmedigo     | jüdischer Mathematiker und Astronom                         | 64    |       |
| 18. Oktober | Joachim Lütkemann           | deutscher lutherischer Theologe und Erbauungsschriftsteller | 46    |       |
| 24. Oktober | Pierre Gassendi             | französischer Theologe, Naturwissenschaftler und Philosoph  | 63    |       |

## November
| Tag          | Name                         | Beruf, bekannt als                                                  | Alter | Beleg |
| ------------ | ---------------------------- | ------------------------------------------------------------------- | ----- | ----- |
| 5. November  | Maximilian von Dietrichstein | österreichischer Diplomat                                           | 59    |       |
| 16. November | Johann Heinrich Bisterfeld   | deutscher reformierter Theologe und Philosoph, Pädagoge, Polyhistor | 50    |       |
| 27. November | Anna Ovena Hoyer             | norddeutsche Dichterin der Barockzeit                               |       |       |
| 29. November | Gotthard VI. von Höveln      | Ratsherr der Hansestadt Lübeck                                      |       |       |

## Dezember
| Tag          | Name                | Beruf, bekannt als                                                          | Alter | Beleg |
| ------------ | ------------------- | --------------------------------------------------------------------------- | ----- | ----- |
| 6. Dezember  | Krzysztof Opaliński | polnisch-litauischer Adliger, Politiker, Schriftsteller                     | 44    |       |
| 7. Dezember  | Ludwig Crocius      | protestantischer Pastor                                                     | 69    |       |
| 9. Dezember  | Paul Khevenhüller   | schwedischer Obrist Kärntner Herkunft                                       | 62    |       |
| 11. Dezember | Pieter Nuyts        | niederländischer Seefahrer                                                  |       |       |
| 25. Dezember | Friedrich Runge     | erster brandenburgischer Kanzler in Hinterpommern                           | 56    |       |
| 30. Dezember | Salomon Voigt       | Bürgermeister von Dresden                                                   | 67    |       |
| 31. Dezember | Janusz Radziwiłł    | litauischer Adeliger, Magnat und Reichsfürst des Heiligen Römischen Reiches | 43    |       |

## Datum unbekannt
| Tag | Name                             | Beruf, bekannt als                                                            | Alter | Beleg |
| --- | -------------------------------- | ----------------------------------------------------------------------------- | ----- | ----- |
|     | Pierre de Conty d’Argencour      | französischer Festungsbaumeister                                              |       |       |
|     | Wilhelm Bidembach von Treuenfels | deutscher Jurist                                                              |       |       |
|     | Chechen Khan Soloj               | Khan der Khalka-Mongolen                                                      |       |       |
|     | Zygmunt Ernest Denhoff           | Tafelvorschneider der polnischen Königin, Starost von Bromberg                |       |       |
|     | Agnes von Everstein              | Hofdame im Heiligen Römischen Reich                                           |       |       |
|     | Maurus Friesenegger              | Abt im Kloster Andechs                                                        |       |       |
|     | Sebastian Furck                  | deutscher Kupferstecher                                                       |       |       |
|     | Wolfgang Walter Gruber           | deutscher Jurist sowie Hochschullehrer und Rektor an der Universität Tübingen |       |       |
|     | Gushri Khan                      | Fürst der westmongolischen Khoshuud                                           |       |       |
|     | I Sam-pyeong                     | Vater des Imari-Porzellan                                                     |       |       |
|     | Jakob Liefer                     | deutscher evangelischer Theologe und Autor                                    |       |       |
|     | Diego Mexía Felípez de Guzmán    | spanischer Militär, Politiker und Kunstsammler                                |       |       |
|     | Jacob van Moscher                | holländischer Maler                                                           |       |       |
|     | Heinrich Rimphoff                | schwedischer Konsistorialrat und Domprediger in Verden; Hexenverfolger        |       |       |
|     | Thomas Stafford                  | englischer Schriftsteller                                                     |       |       |
|     | Herman Swanevelt                 | holländischer Maler                                                           |       |       |
|     | John Thorpe                      | englischer Architekt                                                          |       |       |
|     | Tüsiyetü Khan Gombodorz          | Khan der Khalka-Mongolen                                                      |       |       |
|     | Valentin Wagner                  | deutscher Zeichner                                                            |       |       |
|     | Hermann Westhoff                 | deutscher Mediziner und Freund und Korrespondenzpartner von Joachim Jungius   |       |       |